# أرتور جي. ألفاريز
أرتور جي. ألفاريز (بالإسبانية: Arturo G. Álvarez)‏ هو ملحن ومنتج أسطوانات مكسيكي، ولد في القرن العشرين في مدينة مكسيكو في المكسيك.

## وصلات خارجية
- أرتور جي. ألفاريز على موقع ميوزك برينز (الإنجليزية)